# Maarten Frankenhuis
Maarten Theodoor Frankenhuis (Enschede, 9 juli 1942) is een voormalig Nederlands dierenarts en de zesde directeur van dierentuin Artis.

## Loopbaan
Frankenhuis studeerde Diergeneeskunde aan de Universiteit van Utrecht, waar hij later ook promoveerde. Gedurende zes jaar was Frankenhuis dierenarts-onderzoeker in Diergaarde Blijdorp in Rotterdam. In 1984 werd hij aangesteld als buitengewoon hoogleraar Bedrijfspluimveegeneeskunde aan de Universiteit van Utrecht en coördinator pluimveepraktijkonderzoek.
Van april 1990 tot augustus 2003 was Frankenhuis directeur van Artis. Onder zijn leiding werden diverse grote vernieuwingsprojecten opgezet. In 1992 werd het Geologisch Museum geopend en in 1997 werd het Aquarium geheel vernieuwd. In 1999 werd de Afrika Savanne op het verkregen Entrepotdokterrein en het Wolvenbos aangelegd. Voor deze inspanningen werd in 2001 de IJ-prijs van de gemeente Amsterdam aan hem toegekend. Frankenhuis werd in 2003 opgevolgd door Haig Balian.
Na zijn pensionering hield Frankenhuis zich bezig met onder meer studie, lezingen, adviseurschappen, veldwerk, schrijven en het leiden van natuurreizen naar Afrika, Midden- en Zuid-Amerika. 

## Publicaties
- (2007) Drinken vissen water? - met Margriet van der Heijden
- (2012) Droomonderduik
- (2013) Overleven in de dierentuin
- (2015) Joodse Huizen 1: Verhalen over vooroorlogse bewoners - bijdrage
- (2022) Gevlucht in het hol van de leeuw: Joods dwangarbeider in Nazi-Duitsland